# FDGB-Pokal der Jugend 1954
Der FDGB-Pokal der Jugend 1954 war die 3. Auflage des Fußball-Pokalwettbewerbs für die besten Mannschaften der Sportvereinigungen in der Altersklasse 17/18 auf dem Gebiet der DDR, der vom FDGB veranstaltet und von der Sektion Fußball in der DDR durchgeführt wurde. Der Pokalsieger wurde wie im Vorjahr in einem Endrundenturnier ermittelt, das vom 4. bis 7. Juni 1954 im Rahmen des II. Deutschlandtreffens in Ost-Berlin stattfand. Im Finale setzte sich die BSG Stahl Helbra im Walter-Ulbricht-Stadion gegen die BSG Empor Halle mit 3:1 durch.

## Teilnehmende Mannschaften
Am FDGB-Pokal der Jugend (A-Jugend) für die Altersklasse (AK) 17/18 nahmen die Sieger bzw. dessen Vertreter von 16 Sportvereinigungen auf dem Gebiet der DDR, der Vertreter des Pokalverteidigers und drei territoriale Mannschaften teil. Spielberechtigt waren Spieler bis zum 18. Lebensjahr (Stichtag: 1. August 1935).
Folgende Mannschaften qualifizierten sich für den FDGB-Pokal der Jugend:
| - Aktivist BSG Aktivist Holzweißig - Aufbau BSG Aufbau Südwest Leipzig - Chemie BSG Chemie Wolfen - Einheit BSG Einheit Greiz - Empor BSG Empor Halle | - Fortschritt BSG Fortschritt Dingelstädt - Lokomotive BSG Lokomotive Oschersleben - Medizin BSG Medizin Leipzig - Motor BSG Motor Altenburg - Post BSG Post Karl-Marx-Stadt | - Rotation BSG Rotation Dresden - Stahl BSG Stahl Helbra - Traktor BSG Traktor Wriezen - Turbine BSG Turbine Magdeburg - Wismut BSG Wismut Neuwürschnitz - Wissenschaft HSG Wissenschaft Freiberg | - Vertreter des Pokalverteidigers BSG Motor Dessau - territoriale Teilnehmer SG Freundschaft Wesenberg Hohenschönhausener SC SG Uder/Eichsfeld |

## Modus
In der Vorrunde wurden die Spiele in vier Staffeln zu je fünf Mannschaften nach dem Modus „Jeder gegen Jeden“ in einer einfachen Runde ausgetragen. Bei Punktgleichstand in der Vorrunde erfolgte die Entscheidung durch das Torverhältnis bzw. die Platzierung im Kulturwettbewerb. Die vier Staffelsieger ermittelten ab dem Halbfinale im K.-o.-System den Pokalsieger. Die Spielzeit in der Vorrunde ging über 2 × 20 Minuten, die im Halbfinale über 2 × 30 Minuten sowie die im Spiel um Platz 3 und im Finale über 2 × 40 Minuten.
Der Kulturwettbewerb setzte sich aus folgenden Punkten zusammen.
1) Ausgestaltung einer Wandzeitung, die das sportliche und gesellschaftliche Leben der Mannschaft widerspiegelt.
2) Erwerb des Massensportabzeichens anlässlich des II. Deutschlandtreffens.
3) Bewertung aller Träger des Sportleistungsabzeichens.
4) besonders die Bewertung der Disziplin – z. B. Pünktlichkeit, Einhaltung der Nachtruhe, kollektives Auftreten, An- und Abmarsch zur Sportstätte usw.

## Vorrunde
Die Spiele in der Vorrunde wurden im Stadion Buschallee auf vier Plätzen am 4. und 5. Juni von 9 bis 19 Uhr ausgetragen.

### Staffel 1
Spiele
|                            | Ergebnis |                             |
| -------------------------- | -------- | --------------------------- |
| BSG Medizin Leipzig        | 0:1      | BSG Rotation Dresden        |
| BSG Aufbau Südwest Leipzig | 1:3      | BSG Fortschritt Dingelstädt |
| BSG Rotation Dresden       | 0:1      | BSG Stahl Helbra            |
| BSG Medizin Leipzig        | 0:3      | BSG Aufbau Südwest Leipzig  |
| BSG Stahl Helbra           | 1:0      | BSG Fortschritt Dingelstädt |
| BSG Rotation Dresden       | 0:2      | BSG Aufbau Südwest Leipzig  |
| BSG Medizin Leipzig        | 0:2      | BSG Stahl Helbra            |
| BSG Rotation Dresden       | 1:1      | BSG Fortschritt Dingelstädt |
| BSG Aufbau Südwest Leipzig | 0:4      | BSG Stahl Helbra            |
| BSG Medizin Leipzig        | 2:0      | BSG Fortschritt Dingelstädt |

Abschlusstabelle
| Pl. | Mannschaft                  | Sp. | S | U | N | Tore    | Quote | Punkte |
| --- | --------------------------- | --- | - | - | - | ------- | ----- | ------ |
| 1.  | BSG Stahl Helbra            | 4   | 4 | 0 | 0 | 008:000 | ∞     | 08:0   |
| 2.  | BSG Aufbau Südwest Leipzig  | 4   | 2 | 0 | 2 | 006:700 | 0,86  | 04:40  |
| 3.  | BSG Fortschritt Dingelstädt | 4   | 1 | 1 | 2 | 004:500 | 0,80  | 03:50  |
| 4.  | BSG Rotation Dresden        | 4   | 1 | 1 | 2 | 002:400 | 0,50  | 03:50  |
| 5.  | BSG Medizin Leipzig         | 4   | 1 | 0 | 3 | 002:600 | 0,33  | 02:60  |

### Staffel 2
Spiele
|                           | Ergebnis |                           |
| ------------------------- | -------- | ------------------------- |
| SG Freundschaft Wesenberg | 0:2      | BSG Turbine Magdeburg     |
| HSG Wissenschaft Freiberg | 0:2      | BSG Motor Altenburg       |
| BSG Turbine Magdeburg     | 0:3      | BSG Motor Dessau          |
| SG Freundschaft Wesenberg | 0:2      | HSG Wissenschaft Freiberg |
| BSG Motor Dessau          | 1:0      | BSG Motor Altenburg       |
| BSG Turbine Magdeburg     | 1:3      | HSG Wissenschaft Freiberg |
| SG Freundschaft Wesenberg | 0:3      | BSG Motor Dessau          |
| BSG Turbine Magdeburg     | 1:1      | BSG Motor Altenburg       |
| HSG Wissenschaft Freiberg | 1:1      | BSG Motor Dessau          |
| SG Freundschaft Wesenberg | 0:1      | BSG Motor Altenburg       |

Abschlusstabelle
| Pl. | Mannschaft                | Sp. | S | U | N | Tore    | Quote | Punkte |
| --- | ------------------------- | --- | - | - | - | ------- | ----- | ------ |
| 1.  | BSG Motor Dessau          | 4   | 3 | 1 | 0 | 008:100 | 8,00  | 07:10  |
| 2.  | BSG Motor Altenburg       | 4   | 2 | 1 | 1 | 004:200 | 2,00  | 05:30  |
| 3.  | HSG Wissenschaft Freiberg | 4   | 2 | 1 | 1 | 006:400 | 1,50  | 05:30  |
| 4.  | BSG Turbine Magdeburg     | 4   | 1 | 1 | 2 | 004:700 | 0,57  | 03:50  |
| 5.  | SG Freundschaft Wesenberg | 4   | 0 | 0 | 4 | 000:800 | 0,00  | 0:80   |

1. ↑  Bei Motor Dessau spielte ein Spieler im Turnier mit, der bereits in der 1. Männermannschaft eingesetzt wurde, was nicht der Wettspielordnung entsprach. Daraufhin wurde der Staffelsieg der BSG Motor Altenburg zugesprochen.

### Staffel 3
Spiele
|                             | Ergebnis |                             |
| --------------------------- | -------- | --------------------------- |
| BSG Aktivist Holzweißig     | 0:1      | BSG Einheit Greiz           |
| BSG Empor Halle             | 3:0      | SG Uder/Eichsfeld           |
| BSG Einheit Greiz           | 0:2      | BSG Lokomotive Oschersleben |
| BSG Aktivist Holzweißig     | 0:3      | BSG Empor Halle             |
| BSG Lokomotive Oschersleben | 1:0      | SG Uder/Eichsfeld           |
| BSG Einheit Greiz           | 1:4      | BSG Empor Halle             |
| BSG Aktivist Holzweißig     | 0:0      | BSG Lokomotive Oschersleben |
| BSG Einheit Greiz           | 6:1      | SG Uder/Eichsfeld           |
| BSG Empor Halle             | 0:0      | BSG Lokomotive Oschersleben |
| BSG Aktivist Holzweißig     | 4:0      | SG Uder/Eichsfeld           |

Abschlusstabelle
| Pl. | Mannschaft                  | Sp. | S | U | N | Tore    | Quote | Punkte |
| --- | --------------------------- | --- | - | - | - | ------- | ----- | ------ |
| 1.  | BSG Empor Halle             | 4   | 3 | 1 | 0 | 010:100 | 10,00 | 07:10  |
| 2.  | BSG Lokomotive Oschersleben | 4   | 2 | 2 | 0 | 003:000 | ∞     | 06:20  |
| 3.  | BSG Einheit Greiz           | 4   | 2 | 0 | 2 | 008:700 | 1,14  | 04:40  |
| 4.  | BSG Aktivist Holzweißig     | 4   | 1 | 1 | 2 | 004:400 | 1,00  | 03:50  |
| 5.  | SG Uder/Eichsfeld           | 4   | 0 | 0 | 4 | 001:140 | 0,07  | 0:80   |

### Staffel 4
Spiele
|                          | Ergebnis |                          |
| ------------------------ | -------- | ------------------------ |
| BSG Post Karl-Marx-Stadt | 0:2      | BSG Chemie Wolfen        |
| BSG Wismut Neuwürschnitz | 0:1      | Hohenschönhausener SC    |
| BSG Chemie Wolfen        | 0:4      | BSG Traktor Wriezen      |
| BSG Post Karl-Marx-Stadt | 2:1      | BSG Wismut Neuwürschnitz |
| BSG Traktor Wriezen      | 0:2      | Hohenschönhausener SC    |
| BSG Chemie Wolfen        | 1:1      | BSG Wismut Neuwürschnitz |
| BSG Post Karl-Marx-Stadt | 1:2      | BSG Traktor Wriezen      |
| BSG Chemie Wolfen        | 0:1      | Hohenschönhausener SC    |
| BSG Wismut Neuwürschnitz | :        | BSG Traktor Wriezen      |
| BSG Post Karl-Marx-Stadt | 1:3      | Hohenschönhausener SC    |

Abschlusstabelle
| Pl. | Mannschaft               | Sp. | S | U | N | Tore    | Quote | Punkte |
| --- | ------------------------ | --- | - | - | - | ------- | ----- | ------ |
| 1.  | Hohenschönhausener SC    | 4   | 4 | 0 | 0 | 007:100 | 7,00  | 08:0   |
| 2.  | BSG Traktor Wriezen      | 3   | 2 | 0 | 1 | 006:300 | 2,00  | 04:20  |
| 3.  | BSG Chemie Wolfen        | 4   | 1 | 1 | 2 | 003:600 | 0,50  | 03:50  |
| 4.  | BSG Post Karl-Marx-Stadt | 4   | 1 | 0 | 3 | 004:800 | 0,50  | 02:60  |
| 5.  | BSG Wismut Neuwürschnitz | 3   | 0 | 1 | 2 | 002:400 | 0,50  | 01:50  |

## Halbfinale
Die Spiele im Halbfinale wurden im Stadion Buschallee am 6. Juni von 15 bis 17 Uhr ausgetragen.
|                     | Ergebnis |                       |
| ------------------- | -------- | --------------------- |
| BSG Motor Altenburg | 0:4      | BSG Empor Halle       |
| BSG Stahl Helbra    | 2:1      | Hohenschönhausener SC |

## Spiel um Platz 3
Das Spiel um Platz 3 wurde im Hans-Zoschke-Stadion ausgetragen.
| Datum                |                     | Ergebnis |                       |
| -------------------- | ------------------- | -------- | --------------------- |
| Mo 07.06., 09:30 Uhr | BSG Motor Altenburg | 3:2      | Hohenschönhausener SC |

## Finale
Das Finale fand als Vorspiel des Endspiels im internationalen Fußballturnier anlässlich des II. Deutschlandtreffens zwischen den Sportvereinigungen von Motor und Turbine statt.
| Paarung          | BSG Empor Halle – BSG Stahl Helbra |
| Ergebnis         | 1:3 (0:3) |
| Datum            | Montag, 7. Juni 1954 um 16:00 Uhr |
| Stadion          | Walter-Ulbricht-Stadion, Ost-Berlin |
| Zuschauer        | 50.000 am Ende der Partie |
| Schiedsrichter   | Heinz Wolf (Bautzen) |
| Tore             | 0:1 Otto (18.) 0:2 Leschek (31.) 0:3 Leschek (39.) 1:3 Lehrmann (77., Foulstrafstoß)                                                                                                   |
| BSG Empor Halle  | Kosch – Willi Streit, Bornickel, Hunold – Dittmar, Wiegand – Dieter Drebes, Werner Lehrmann, Gerhard Schmidt, Auerbach (41. Keßler), Dünkel                                            |
| BSG Stahl Helbra | Schwarz – Knobloch (50. Artmann), Kliemke, Paul Tretschok – Bauer, Schulday – Breitenbach, Gerhard Leschek, Siegfried Otto, Klaus Bauerfeld, Rudolf Gebhardt Cheftrainer: Erich Blanke |